# Johan en Pirrewiet
Johan en Pirrewiet (Frans: Johan et Pirlouit) is een Belgische stripreeks van de tekenaar Peyo. Voordat het mannetje Pirrewiet erbij kwam, verscheen de strip als Johan.
Johan en Pirrewiet is een humoristische avonturenstrip. De tekenstijl van de reeks wordt gerekend onder de school van Marcinelle. De stijl van Peyo en dus van deze reeks staat bekend als een schijnbaar eenvoudige tekenstijl, die desalniettemin zeer doeltreffend is in het overbrengen van de boodschap. De reeks verscheen later ook als tekenfilmserie onder de naam Johan en Pierewiet.
De Smurfen, die later hun eigen strip- en tekenfilmserie kregen en wereldberoemd werden, komen oorspronkelijk uit Johan en Pirrewiet. In het negende album van deze reeks, De fluit met zes smurfen, verschenen ze voor het eerst als nevenpersonages.

## Inhoud
De reeks speelt zich af in de middeleeuwen in een niet nader gespecificeerd Europees land. De hoofdpersonages zijn Johan, de page van de koning, en zijn vriend Pirrewiet, een relatief klein mannetje. Johan en Pirrewiet krijgen te maken met allerlei mythische wezens zoals tovenaars, heksen, reuzen en de smurfen (feitelijk een soort dwergen). Ze komen ook terecht in andere gebieden zoals Scandinavië en Noord-Afrika.

## Personages
JohanDe held van de reeks. Hij is page van de koning. Zonder aarzelen trekt hij op zijn witte paard ten strijde tegen het kwaad.
PirrewietDe nar van de koning. Hij is de beste vriend van Johan en trekt met hem ten strijde, meestal met flink veel tegenzin, maar uiteindelijk is hij vaak degene die het avontuur tot een goed einde brengt. Zijn enorme eetlust, vals gezang, opvliegend temperament en vervelende grappen maken hem weinig geliefd in het kasteel. Hij rijdt op de geit Sikje of Sikkel (Frans: Biquette), die een gelijkaardig karakter heeft en graag met haar horens stoot.
De koningEen machtig man op leeftijd. Zijn ouderdom weerhoudt hem er niet van om de held te willen uithangen. Hij kan streng optreden, maar heeft ook een groot rechtvaardigheidsgevoel. Zijn naam is niet bekend.
Omnibus/HomnibusEen goedaardige tovenaar die zichzelf liever magiër noemt. Hij woont in de Blauwe Kei in Avegoor met zijn knecht Olivier. Hij is zeer wijs.
Grote SmurfDe leider van de Smurfen. Zijn kleine gestalte beperkt hem om zelf grote heldendaden te verrichten, maar zijn kennis en leiderschap compenseren dit ruimschoots.
Graaf Driebergen of TremeloDe leermeester van Johan en een moedige en trouwe ridder.

## Geschiedenis

### Peyo:Johan(1946-1953)
Johan begon zijn avonturen als page van de koning eerst alleen. Die verhalen verschenen voor het eerst op 11 april 1946 in La Dernière Heure. Eerst als korte gags, vanaf 1947 in langere verhalen. Johan was in die tijd blond. In 1949 verhuisde Johan naar Le Soir. Tussen 1949 en 1952 verschenen er wekelijks twee korte avonturen van Johan in die krant.
Toen Peyo in 1952 bij Spirou/Robbedoes aan de slag kon, verhuisde zijn held mee. Tot dan toe verscheen de strip in zwart-wit, maar vanaf Spirou/Robbedoes verscheen hij in kleur. Peyo's vrouw Nine kleurde de strip voortaan. Johan kreeg zijn bekendere, zwarte haar. Bovendien moest Peyo meer rekening gaan houden met een andere werkstijl: de strip verscheen niet langer op twee (halve pagina), maar op vier stroken (hele pagina) en de lengte van het verhaal moest aangepast zijn aan een latere albumuitgave. Peyo begon zo aan een verhaal dat ook het eerste album zou worden: De nederlaag van Basenau.

### Peyo:Johan en Pirrewiet& ontstaan vanDe Smurfen(1954-1967)
In het derde album, De dwerg in het rotsbos, kreeg Johan gezelschap van de dwerg Pirrewiet en zijn geit Sikje of Sikkie. Oorspronkelijk was het niet de bedoeling dat Pirrewiet ook in de volgende avonturen zou meespelen, maar zijn populariteit onder de lezers deed Peyo anders beslissen. Hierop wordt de reeks hernoemd.
Ook verschenen enkele korte verhalen van Johan in 1955 en 1956 in een ander stripblad van Dupuis genaamd Risque-Tout/Sprint.
In het verhaal De fluit met zes smurfen (1958) maakten de Smurfen hun opwachting, die later hun eigen stripreeks kregen. Beide reeksen kregen eveneens een reeks tekenfilms. In 1975 werd dat stripalbum verfilmd. Hoewel de Smurfen dus voor het eerst te zien waren geweest in een stripverhaal van Johan en Pirrewiet, ging het bij de tekenfilms precies andersom: Johan en Pirrewiet verschenen als tekenfilmfiguren voor het eerst in een aflevering van De Smurfen.
Door het wereldwijde succes van de Smurfen moest Peyo in de jaren 70 noodgedwongen stoppen met Johan en Pirrewiet, hoewel er altijd plannen bleven voor nieuwe verhalen. Zo verschenen er 13 albums en een aantal korte verhalen. De hekserij van Bozerik bleef lange tijd het laatste album. Peyo gaf zelf aan dat hij opzag tegen het uitbrengen van een nieuw verhaal van zijn succesvolle personages na een onderbreking van verschillende jaren, uit angst voor slechte kritieken.

### Culliford-Delporte-Maury: Herstart van de reeks (1994-2001)
Toen Peyo naar uitgeverij Le Lombard vertrok, werd besloten Johan en Pirrewiet te hervatten. Alain Maury werd uitgekozen als tekenaar, Peyo en zijn zoon Thierry zouden voor het scenario zorgen. Peyo overleed echter in de periode van de prille voorbereidingen. Thierry nam de verantwoordelijkheid over. Onder zijn coördinatie verschenen tot nog toe vier albums, het laatste in 2001. Voor de eerste drie albums werd de hulp van Yvan Delporte ingeroepen. Delporte en Peyo hadden samen aan De Smurfen gewerkt en leken een logische keuze om te helpen bij scenario's voor Johan en Pirrewiet. De samenwerking met Thierry verliep echter minder vlot: volgens Thierry trok Delporte de taak van coscenarist te veel naar zich toe en maakte hij de verhalen die hij vurig begon maar langzaam af. De samenwerking werd dan ook stopgezet na De nacht van de magiërs (1998).
Ondertussen maakte Dargaud de reeks Le dernier chapitre, waarin klassieke striphelden zoals Blake en Mortimer en Roodbaard en ook Johan en Pirrewiet oud zijn. In 1999 verscheen in die reeks het album Le bois aux licornes, geschreven door Didier Convard en getekend door André Juillard.
Na het verhaal De woestijnroos verliet Maury de tekenstudio om zich op zijn eigen projecten te storten. Sindsdien ligt de reeks weer stil, onder andere wederom doordat de Smurfen de meeste tijd opeisen. Thierry Culliford twijfelt er ook aan of de reeks nog moet worden verdergezet. Als reden geeft hij onder meer aan dat niemand in de studio de tijd en misschien het talent heeft om de reeks verder te zetten. De Smurfen en Steven Sterk zijn altijd werk van een studio geweest, Johan en Pirrewiet was exclusief voor Peyo en had volgens hem misschien niet voortgezet moeten zijn.
In 2008 maakten Johan en Pirrewiet nog een kleine comeback in het Smurfenverhaal Les schtroumpfeurs de flûte. In 2012 was het 60 jaar geleden dat Johan voor het eerst in Spirou verscheen, waarna verscheidene tekenaars in dat blad een hommage brachten aan de Johan en Pirrewiet-serie.

## Verhalen

### Hoofdreeks

#### Peyo, Dupuis (1952-1967)
| Nr. | Titel                        | Originele titel             | Publicatiejaar Spirou | Uitgavejaar album | ISBN              | ISBN              |
| --- | ---------------------------- | --------------------------- | --------------------- | ----------------- | ----------------- | ----------------- |
| 1   | De nederlaag van Basenau     | Le châtiment de Basenhau    | 1952-1953             | 1954              | 978-28-00-10095-1 | 978-90-31-40113-0 |
| 2   | De heer van Rodensteyn       | Le maître de Roucybeuf      | 1953-1954             | 1954              | 978-28-00-10096-8 | 978-90-31-40114-7 |
| 3   | De dwerg in het rotsbos      | Le lutin du bois aux roches | 1954                  | 1955              | 978-28-00-10097-5 | 978-90-31-40115-4 |
| 4   | Het raadsel van de maansteen | La pierre de lune           | 1955                  | 1956              | 978-28-00-10098-2 | 978-90-31-40116-1 |
| 5   | De eed der Vikingen          | Le serment des vikings      | 1955-1956             | 1957              | 978-28-00-10099-9 | 978-90-31-40117-8 |
| 6   | De bron der goden            | La source des dieux         | 1956                  | 1957              | 978-28-00-10100-2 | 978-90-31-40118-5 |
| 7   | De zwarte pijl               | La flèche noire             | 1957                  | 1959              | 978-28-00-10101-9 | 978-90-31-40119-2 |
| 8   | De slotheer van Schoonburg   | Le sire de Montrésor        | 1957-1958             | 1960              | 978-28-00-10102-6 | 978-90-31-40120-8 |
| 9   | De fluit met zes smurfen     | La flûte à six schtroumpfs  | 1958-1959             | 1960              | 978-28-00-10103-3 | 978-90-31-40121-5 |
| 10  | De oorlog der 7 bronnen      | La guerre des 7 fontaines   | 1959-1960             | 1961              | 978-28-00-10104-0 | 978-90-31-40122-2 |
| 11  | De ring der Merenbergers     | L'anneau des Castellac      | 1960-1961             | 1962              | 978-28-00-10105-7 | 978-90-31-40123-9 |
| 12  | Het onzalige land            | Le pays maudit              | 1961-1962             | 1964              | 978-28-00-10106-4 | 978-90-31-40124-6 |
| 13  | De hekserij van Bozerik      | Le sortilège de Maltrochu   | 1967-1970             | 1970              | 978-28-00-10107-1 | 978-90-31-40125-3 |

#### Maury, Le Lombard (1994-2001)
| Nr. | Titel                          | Originele titel              | Uitgavejaar album | Schrijver                       | Tekenaar                 | ISBN              | ISBN              |
| --- | ------------------------------ | ---------------------------- | ----------------- | ------------------------------- | ------------------------ | ----------------- | ----------------- |
| 14  | De Horde van de Raaf           | La horde du corbeau          | 1994              | Thierry Culliford Yvan Delporte | Alain Maury              | 978-28-03-61056-3 | 978-90-64-21975-7 |
| 15  | De troubadours van Steenbergen | Les troubadours de Roc-à-Pic | 1995              | Thierry Culliford Yvan Delporte | Alain Maury              | 978-28-03-61162-1 | 978-90-55-81046-8 |
| 16  | De nacht van de magiërs        | La nuit des sorciers         | 1998              | Thierry Culliford Yvan Delporte | Alain Maury              | 978-28-03-61271-0 | 978-90-55-81145-8 |
| 17  | De woestijnroos                | La rose des sables           | 2001              | Thierry Culliford Luc Parthoens | Alain Maury Ludo Borecki | 978-28-03-61680-0 | 978-90-55-81351-3 |

### Korte verhalen
Peyo maakte de volgende korte verhalen:
| Titel                                 | Oorspronkelijke titel                                          | Aantal pagina's | Publicatiejaar Spirou | Publicatiejaar andere bladen |
| ------------------------------------- | -------------------------------------------------------------- | --------------- | --------------------- | ---------------------------- |
| De groene draak                       | Johan et le dragon vert                                        |                 |                       | 1955 Risque-Tout             |
| Koenraad de dappere                   | Enguerran le preux                                             | 4               | 1976                  | 1956 Risque-Tout             |
| Kerstavond                            | Veillée de Noël                                                | 2               | 1956                  |                              |
| Toverij in het kasteel                | Sortilèges au château                                          | 4               |                       | 1956 Risque-Tout             |
| Bij de galgewaard / Het galgenhuis    | A l'Auberge du pendu                                           | 4               |                       | 1956 Risque-Tout             |
| Duizend dukaten / De duizend daalders | Les mille écus                                                 | 2               | 1957                  |                              |
| De engelen                            | Les anges                                                      | 2               | 1957                  |                              |
|                                       | -                                                              | 2               | 1960                  |                              |
| Wat zegt hij maar wat zegt hij nu?    | Qu’est ce qu’il dit mais qu’est ce qu’il dit ?                 | 4               | 1964                  |                              |
| Magicae formulae                      | Magicae formulae                                               | 1               |                       | 1968 Tintin                  |
| Wasmurftienou?                        | Qu’est ce qu’il schtroumpfe mais qu’est ce qu’il schtroumpfe ? | ½ of 1          | 1970                  |                              |
| Ster in de kerst                      | L’étoile de Noël                                               | 3               | 1977                  |                              |

#### Hommages
Daarnaast verschenen in Spirou nog een aantal hommages:
| Oorspronkelijke titel                      | Aantal pagina's | Tekenaar | Publicatiejaar Spirou |
| ------------------------------------------ | --------------- | --- | --------------------- |
| C’était le temps où on dessinait avec Peyo | ½ of 1          | François Walthéry Cerise | 2012                  |
| Johan, Pirlouit et moi                     | ½ of 1          | Derib | 2012                  |
| Les barbares                               | 13              | Schwartz, Munuera, Martin T., Yoann, Vehlmann, Cécily, Léturgie, Léturgie S., Tarrin, Saive, Guilhem, Césano, Zabus, Collin R., Bourhis, Spiessert, Stan, Vince, Bercovici, Jannin, Bailly, Frank, Bravo, Gazzotti, Bouzard, Libon, Bertschy, Fournier, Darasse, Bosse, Bonhomme en Parme | 2012                  |

### Compilatiealbum
In 2004 verscheen er een compilatiealbum in het Frans bestaande uit 3 albums en 5 korte verhalen genaamd Johan et Pirlouit: Le monde de la BD.

### De integrale
Sinds 2008 verschenen er een reeks van vijf integrale albums in het Frans, de eerste vier met de albums die door Peyo zelf werden gemaakt, het vijfde met de verhalen van na zijn dood. De eerste vier werden in 2014 en 2015 opgefrist, de vijfde volgt in 2016.
In 2015 werden de eerste 13 albums in het Nederlands heruitgegeven in een integrale editie van vier boeken. In 2017 volgt een vijfde deel met de resterende verhalen.
De Nederlandse versie is een vertaling van die opgefriste Franse editie. Behalve de verhalen uit de albums, bevatten de integrale albums ook achtergronddossiers en onuitgegeven materiaal.
1. De integrale 1
  - De nederlaag van Basenau
  - De heer van Rodensteyn
  - De dwerg in het Rotsbos
2. De integrale 2
  - Het raadsel van de maansteen
  - De eed der Vikingen
  - De bron der goden
  - De groene draak
  - Koenraad de dappere
  - Toverij in het kasteel
  - Bij de galgewaard / Het galgenhuis
  - Het kerstboompje
3. De integrale 3
  - De zwarte Pijl
  - De slotheer van Schoonburg
  - De fluit met zes Smurfen
  - De engelen
4. De integrale 4
  - De oorlog der 7 bronnen
  - De ring der Merenbergers
  - Het onzalige land
  - De hekserij van Bozerik
5. De integrale 5
  - De Horde van de Raaf
  - De troubadours van Steenbergen
  - De nacht van de magiërs
  - De woestijnroos

### Buiten de reeks
- Les schtroumpfeurs de flûte, 2008

### Hommage
- Le bois aux licornes, 1999

## Bewerkingen

### De Smurfen
De Smurfen zijn stripfiguren die voor het eerst verschenen in het stripalbum De fluit met zes smurfen in deze stripreeks. Al gauw daarna ontstonden er een eigen spin-offstripreeks, televisieserie en mediafranchise rond die figuren.

### Film:De fluit met de zes smurfen(1975)
De fluit met de zes smurfen is een film uit 1975 op basis van het gelijknamige album uit deze stripreeks.

### Televisieserie:Johan en Pierewiet(1982)
In de jaren 80 verscheen er een Amerikaanse televisieserie gebaseerd op de stripreeks De smurfen, die zelf was begonnen als spin-off van Johan en Pirrewiet. Ook werden een aantal verhalen uit de Johan en Pirrewiet-reeks verwerkt in afleveringen voor die televisieserie. Vervolgens verschenen in een aantal landen 16 afleveringen daarvan als een eigen televisieserie, Johan en Pierewiet. Deze afleveringen werden in 1982 in de Verenigde Staten voor het eerst uitgezonden. In Nederland werden ze uitgezonden door de AVRO van 14 juli tot 22 september 1987. In Vlaanderen zond TV1 ze uit.
Er zijn overigens nog 5 afleveringen van De Smurfen waar Pierewiet in voor komt:
- De Versteende Smurfen / Petrified Smurfs (162)
- De spokensmurfers / Smurfing for ghosts (185)
- Baby's eerste woordje / Baby's first word (194)
- De kleine Viking / The littlest viking (246)
- Pierewiet maakt bokkesprongen / Peewit's unscrupulous adventure (317)

## Johan en Pirrewiet in andere talen
De stripreeks verscheen in verschillende andere talen, waaronder
- Catalaans: Jan i Trencapins
- Deens: Henrik og Hagbart
- Duits: Johann und Pfiffikus
- Engels: Johan and Peewit
- Fins: Johannes ja Pirkale
- IJslands: Hinrik og Hagbarður
- Indonesisch: Johan dan Pirlouit
- Italiaans: John e Solfamì
- Portugees: Johan e Pirlouit
- Spaans: Johan y Pirluit
- Zweeds: Johan och Pellevin